# 지중해소나무밭쥐
지중해소나무밭쥐(Microtus duodecimcostatus)는 밭쥐속에 속하는 설치류의 일종이다. 프랑스와 안도라, 포르투갈, 스페인에서 발견되며, 그물처럼 이루어진 얕은 굴 속에서 서식한다.

## 특징
지중해소나무밭쥐의 꼬리를 제외한 몸길이는 89~108mm, 꼬리 길이는 짧은 19~44mm이다. 몸무게는 약 28g이다. 머리는 넓고, 귀는 작으며 눈은 중간 크기다. 털은 부드럽고 무성하며, 등 쪽 털은 누르스름한 회색과 갈색이고, 배 쪽은 약간 연한 색을 띤다. 새끼는 좀더 회색을 띤다.

## 분포 및 서식지
지중해소나무밭쥐는 이베리아반도의 토착종이다. 프랑스 남부에서 안도라와 포르투갈 그리고 스페인 남서부 구석을 제외한 스페인까지 해발 최대 2,250m 지역에서 분포한다. 분포 지역 전역에 널리 분포하며, 일부 지역에서는 헥타르 당 400마리부터 600마리까지 기록될 정도로 흔하다. 삼림밭쥐와 같은 광범위한 개체수 변동을 겪지 않고 있다. 흙이 깊고 가벼운 저지대 지역에서 주로 발견된다. 토끼풀이 풍부한 목초지와 휴경지, 과수원에서 발견된다. 개체수가 풍부할 시기에는 농해충으로 간주될 수 있다.

## 습성
지중해소나무밭쥐는 주로 주행성 동물이다. 굴을 팔 때 작은 흙더미를 밀어내면서 얕은 굴로 이루어진 광범위한 굴을 만든다. 풀과 토끼풀, 자주개자리, 뿌리, 농작물 등을 먹고 겨울을 대비하여 굴 속에 먹이를 저장한다. 연중 어느 때나 번식하는 것으로 추정된다. 방은 굴 깊은 곳에 준비되고 건조한 식물이 줄지어 서 있다. 약 20일의 임신 기간 이후, 한 번에 최대 8마리의 새끼를 낳는다. 한 번 포획한 뒤 33개월 후에 다시 포획된 2마리의 수컷에 대한 연구에 의하면, 평균 수명이 약 2년이다. 기록된 밭쥐 중에서 가장 긴 수명으로 간주되고 있다.

## 보전 상태
국제 자연 보전 연맹(IUCN)의 IUCN 적색 목록에서 "관심대상종"으로 분류하고 있다. 흔하게 발견되는 종으로 개체수 상태는 상당히 안정적이다. 주요 위협 요인은 농민들이 해충 방제 대책을 취해 지역적으로 개체수를 심각하게 감소시키는 것이다.